# 米沙岛阔嘴鸟
米沙岛阔嘴鸟（学名：Eurylaimus samarensis），是阔嘴鸟科阔嘴鸟属的一种，为菲律宾的特有种。全球活动范围约为22,800平方千米。该物种的保护状况被评为易危。
米沙岛阔嘴鸟的平均体重约为37.5克。栖息地为亚热带或热带的湿润低地林。